# Gianluigi Toccafondo
Gianluigi Toccafondo (San Marino, 1965) è un artista, animatore e illustratore sammarinese.

## Biografia
Nato da padre ceramista, Gianluigi Toccafondo nasce a San Marino nel 1965. Dall'inizio degli anni '80 si iscrive e frequenta l'Istituto d'Arte di Urbino dove si diploma nel 1985. Due anni più tardi si trasferisce a Milano e inizia una collaborazione con la Mixfilm. Nel 1989 realizza il suo primo cortometraggio, premiato al Festival di Lucca dell'anno seguente. In seguito è regista insieme a Simona Mulazzani del corto La Pista che riceve una menzione speciale al Annecy cinéma italien e un premio al Festival di Treviso. Invece, il suo seguente corto, La Pista del maiale, autoprodotto, riceve una menzione speciale al Festival international du court métrage de Clermont-Ferrand nel 1994. È regista anche de Le Criminel (in italiano Il Criminale) prodotto per la francese Le Step e presentato nel 1993 alla 50ª Mostra internazionale d'arte cinematografica di Venezia e anche finalista al Cartoon d'or. Ha realizzato anche diverse sigle di programmi televisivi come per Tunnel, per Carosello nel 1997, Almanacco delle profezie e anche per la 56ª Mostra internazionale d'arte cinematografica di Venezia; inoltre è stato creatore di spot pubblicitari come quello per la Sambuca Molinari, Avanzi e anche per l'azienda Fandango. 
Ha realizzato l'artwork per l'album Costellazioni(2014) de Le luci della centrale elettrica.
Ha poi diretto anche i cortometraggi La piccola Russia nel 2004, con cui ha vinto vari premi e candidature anche a livello internazionale e Essere morti o essere vivi è la stessa cosa nel 2000. Nel 1999 ha pubblicato solamente in Giappone un volume su Pinocchio, inedito in Italia fino al 2011 e recensito da la Repubblica. Nel 2008 gli viene dedicato un capitolo in un libro di Sabrina Perucca, pubblicato dalla Bulzoni editore. Ha scritto un libro nel 2012 per la Franco Cosimo Panini Editore intitolato Il nuotatore. È stato anche aiuto-regista per il film Gomorra di Matteo Garrone.
Come illustratore, ha lavorato per Einaudi, Feltrinelli, Mondadori, Fandango, Scott Free e altre case editrici; inoltre ha collaborato con riviste come Linea d'ombra, Lo Straniero e Abitare. Ha anche svolto alcune mostre a Parigi, Tokyo e in Italia.
Nel 2022 realizza i disegni e la copertina della cover Stella di Mare.

## Premi e candidature
- 1990 - Salone Internazionale dei Comics
  - Gran Premio Città di Lucca a un autore emergente per La coda.
- 1992 - Salone Internazionale dei Comics
  - Premio Fantoche al miglior film pubblicitario, promozionale o di supporto per Media Salles, Cinema d'Europa.
- 1993 - Festival internazionale del cinema di Berlino
  - Candidatura al miglior cortometraggio per La Pista del maiale
- 1994 - Chicago International Film Festival
  - Candidatura al miglior cortometraggio per Le criminel.
- 1999 - Dok Leipzig
  - Premio al miglior film d'animazione per Pinocchio.
- 2004 - Ottawa International Animation Festival
  - Premio al miglior cortometraggio narrativo per La piccola Russia.
- 2004 - Tallinn Black Nights Film Festival
  - Premio "PÖFF shorts" per La piccola Russia.
- 2004 - Torino Film Festival
  - Premio "Spazio Italia" per La piccola Russia.